# Казорцо Монферато
Казо̀рцо Монфера̀то (на италиански: Casorzo Monferrato; на пиемонтски: Casors, Казорс) е село и община в Северна Италия, провинция Асти, регион Пиемонт. Разположено е на 275 m надморска височина. Населението на общината е 647 души (към 2010 г.).